# Liste der Rektoren der Technischen Universität Graz
Die Liste der Rektoren der Technischen Universität Graz listet alle Studiendirektoren, Direktoren bzw. Rektoren der Technischen Universität Graz ab der Gründung als Technische Lehranstalt auf. Ab 1827 wurden Studiendirektoren ernannt, ab 1865 wurden die Direktoren gewählt, ab 1872 wurden diese als Rektoren bezeichnet. Von 1865 bis 1938 und von 1945 bis 1975 betrug eine Funktionsperiode eines Rektors jeweils ein Jahr, ab 1975 zwei Jahre und seit 1996 beträgt diese vier Jahre.

## Technische Lehranstalt – ernannte Studiendirektoren (1827–1865)
- 1827 bis 1861: Ludwig Crophius[2]
- 1862 bis 1865: Georg Göth

## Steiermärkische landschaftliche Technische Hochschule (1865–1874)
- 1865 bis 1866: Adolf von Gabriely (erster gewählter Direktor)
- 1866 bis 1867: Franz Hlawatschek
- 1867 bis 1868: Johann Gottlieb
- 1868 bis 1869: Georg Bill
- 1869 bis 1870: Josef Wastler
- 1870 bis 1871: Ferdinand Lippich
- 1871 bis 1872: Jakob Pöschl
- 1872 bis 1873: Karl Scheidtenberger (erster Rektor)
- 1873 bis 1874: Gustav Wilhelm

## k.k. Technische Hochschule Graz (1874–1918)
- 1874 bis 1875: Johann Gottlieb
- 1875 bis 1876: Moritz Allé
- 1876 bis 1877: Heinrich Schwarz (1824–1890), Chemiker[3]
- 1877 bis 1878: Franz Stark von Rungberg (1840–1917), Maschinenbautechniker[4]
- 1878 bis 1879: Karl Scheidtenberger
- 1879 bis 1880: Wilhelm Heyne
- 1880 bis 1881: Adolf von Gabriely
- 1881 bis 1882: Franz Hlawatschek
- 1882 bis 1883: Josef Wastler
- 1883 bis 1884: Johann Schmirger
- 1884 bis 1885: Gustav Wilhelm
- 1885 bis 1886: Franz Mertens
- 1886 bis 1887: Johann Rumpf
- 1887 bis 1888: Franz Hlawatschek
- 1888 bis 1889: Wilhelm Heyne
- 1889 bis 1890: Adolf von Gabriely
- 1890 bis 1891: Josef Wastler
- 1891 bis 1892: Gustav Wilhelm
- 1892 bis 1893: Wilhelm Heyne
- 1893 bis 1894: Albert von Ettingshausen
- 1894 bis 1895: Josef Bartl
- 1895 bis 1896: Maximilian von Kraft
- 1896 bis 1897: Philipp Forchheimer
- 1897 bis 1898: Josef Wastler
- 1898 bis 1899: Oskar Peithner von Lichtenfels
- 1899 bis 1900: Friedrich Emich
- 1900 bis 1901: Josef Cecerle
- 1901 bis 1902: Johann Wist
- 1902 bis 1903: Benjamin Reinitzer
- 1903 bis 1904: Adolf Klingatsch[5]
- 1904 bis 1905: Rudolf Schüßler
- 1905 bis 1906: Ernest Bendl
- 1906 bis 1907: Heinrich Krauß
- 1907 bis 1909: Friedrich Emich
- 1909 bis 1910: Friedrich Reinitzer
- 1910 bis 1911: Johann Wist
- 1911 bis 1912: Ferdinand Wittenbauer
- 1912 bis 1913: Albert von Ettingshausen
- 1913 bis 1915: Oskar Peithner von Lichtenfels
- 1915 bis 1916: Adolf Klingatsch
- 1916 bis 1917: Fritz Postuvanschitz
- 1917 bis 1918: Franz Drobny
- 1918 bis 1919: Rudolf Schüßler

## Technische Hochschule Graz (1918–1934)
- 1918 bis 1919: Rudolf Schüßler
- 1919 bis 1920: Hans Paul, Professor des Wasserbaues
- 1920 bis 1921: Friedrich Emich
- 1921 bis 1922: Wilhelm Heyn
- 1922 bis 1923: Hans Paul
- 1923 bis 1924: Fritz Kohlrausch
- 1924 bis 1926: Alexander Tornquist
- 1926 bis 1927: Karl Koller, Elektrotechniker
- 1927 bis 1928: Georg Kapsch, Professor des Brückenbaues
- 1928 bis 1929: Karl Federhofer
- 1929 bis 1930: Franz Fuhrmann[6], Chemiker, Bakteriologe und Mykologe
- 1930 bis 1931: Karl Hoffmann, Architekt und Professor der Gebäudelehre mit Lehrauftrag für Städtebau
- 1931 bis 1932: Robert Bortsch
- 1932 bis 1933: Robert Engel, Maschinenbauer
- 1933 bis 1935: Gustav Jantsch

## Technische und Montanistische Hochschule Graz-Leoben (1934–1937)
- 1933 bis 1935: Gustav Jantsch
- 1935 bis 1936: Hans Paul
- 1936 bis 1938: Friedrich Zotter (1894–1961), Architekt[7]

## Technische Hochschule Graz (1937–1975)
- 1936 bis 1938: Friedrich Zotter[7]
- 1938 bis 1944: Adolf Härtel
- 1944 bis 1945: Armin Schoklitsch
- 1945: Ludwig Holzer
- 1945: Bartel Granigg
- 1945 bis 1948: Bernhard Baule
- 1948 bis 1949: Friedrich Zotter[7]
- 1949 bis 1951: Alois Pendl
- 1951 bis 1952: Egon Niedermayer
- 1952 bis 1953: Karl Raimund Lorenz
- 1953 bis 1954: Gustav Franz Hüttig
- 1954 bis 1955: Hermann Grengg
- 1955 bis 1956: Günther Oberdorfer
- 1956 bis 1957: Bernhard Baule
- 1957 bis 1958: Erich Friedrich, Chemiker
- 1958 bis 1959: Fritz Hohenberg
- 1959 bis 1960: Georg Gorbach
- 1960 bis 1962: Hermann Beer
- 1962 bis 1963: Max Pietsch
- 1963 bis 1964: Heribert Grubitsch
- 1964 bis 1965: Günther Gottwald
- 1965 bis 1966: Peter Klaudy
- 1966 bis 1967: Heribert Grubitsch
- 1967 bis 1968: Konrad Sattler
- 1968 bis 1969: Anton Pischinger
- 1969 bis 1970: Wolfgang Hahn
- 1970 bis 1972: Karl Rinner
- 1972 bis 1973: Robert Musyl
- 1973 bis 1974: Helmut Florian
- 1974 bis 1975: Helmut Simmler

## Technische Universität Graz (seit 1975)
- 1975 bis 1977: Willibald Riedler
- 1977 bis 1979: Ludwig Breitenhuber
- 1979 bis 1981: Werner Hollomey
- 1981 bis 1983: Walter Veit
- 1983 bis 1985: Stefan Schuy
- 1985 bis 1987: Rudolf Z. Domiaty
- 1987 bis 1989: Reinhard Haberfellner
- 1989 bis 1991: Günther Schelling
- 1991 bis 1993: Hartmut Kahlert
- 1993 bis 1996: Josef Wohinz
- 1996 bis 1999: Irolt Killmann
- 1999 bis 2000: Hartmut Kahlert
- 2000 bis 2003: Erich Hödl
- 2003 bis 2011: Hans Sünkel
- 2011 bis 2023: Harald Kainz
- seit 2023: Horst Bischof[8][9]